# Circuit de Pau-Ville

Circuit

Circuit de Pau-Ville is een stratencircuit in de binnenstad van het Franse Pau.
Het parcours is in 1933 voor het eerst aangelegd. Tot 1963 werden er elf Formule 1-races gereden die niet voor het kampioenschap meetelden. Tot 1998 zijn er jaarlijks Formule 2- en later Formule 3000-races gehouden. Sinds 1999 worden er Formule 3-races gehouden. Vanaf 2007 wordt hier een WTCC-race gehouden.